# Witold Kozłowski
Witold Rafał Kozłowski (ur. 27 czerwca 1958 w Krościenku nad Dunajcem) – polski nauczyciel, urzędnik samorządowy i polityk, w latach 2005–2006 przewodniczący Sejmiku Województwa Małopolskiego, w latach 2018–2024 marszałek, a od 2024 wicemarszałek województwa małopolskiego.

## Życiorys
W latach 1964–1979 uprawiał kajakarstwo górskie. Był reprezentantem Polski juniorów i seniorów, zdobył 9 medali mistrzostw kraju. Ukończył szkołę podstawową i liceum w Krościenku nad Dunajcem, a następnie studia na Akademii Wychowania Fizycznego w Katowicach. Kształcił się podyplomowo w Wyższej Szkole Administracji w Bielsku-Białej, Szkole Głównej Handlowej i Polskiej Akademii Nauk.
Pracował jako nauczyciel w Zespole Szkół Budowlanych w Katowicach oraz szkołach podstawowych w Ochotnicy Górnej i Tylmanowej. Ponadto był wiceprezesem SKS Sokolica w Krościenku nad Dunajcem, członkiem amatorskiego zespołu muzycznego oraz redaktorem naczelnym miesięcznika „Most”. W latach 1990–1998 był zatrudniony w kuratorium oświaty jako wizytator i następnie dyrektor wydziału szkolnictwa podstawowego i przedszkolnego. W 1998 objął stanowisko sekretarza powiatu nowosądeckiego.
W latach 1998–2010 przez trzy kadencje sprawował mandat radnego Sejmiku Województwa Małopolskiego. W 1998 został wybrany z ramienia AWS (jako działacz SKL), w 2002 z listy Wspólnoty Małopolskiej, a w 2006 z ramienia PiS. Pełnił funkcję wiceprzewodniczącego (2002–2005 i 2006–2010) oraz przewodniczącego (2005–2006) sejmikuSamorządowcy w Małopolsce 1990–2010. Publikacja z okazji 20-lecia samorządu terytorialnego w Polsce. Wojciech Stańczyk (red.). Kraków: Urząd Marszałkowski Województwa Małopolskiego, 2010, s. 126. ISBN 978-83-60-538-27-2. [dostęp 2025-04-26].. W międzyczasie przestał być członkiem PiS. W 2010 nie ubiegał się o reelekcję. W 2014 po czteroletniej przerwie ponownie został radnym samorządu województwa z ramienia Prawa i Sprawiedliwości. W czerwcu 2018 został powołany na prezesa Wojewódzkiego Funduszu Ochrony Środowiska i Gospodarki Wodnej w Krakowie, w związku z czym w następnym miesiącu zrezygnował z funkcji sekretarza powiatu nowosądeckiego i radnego sejmiku małopolskiego. W tym samym roku był ponownie kandydatem PiS do sejmiku, jednak nie uzyskał mandatu, w listopadzie tegoż roku został wybrany na marszałka województwa. Powrócił w skład sejmiku w 2019, zastępując w nim wybranego do Sejmu Patryka Wichra. Wchodził w skład rady Narodowego Instytutu Wolności – Centrum Rozwoju Społeczeństwa Obywatelskiego. Mandat radnego województwa utrzymał następnie w wyborach w 2024.
Urząd marszałka sprawował do lipca 2024, kiedy to blisko trzy miesiące po wyborach samorządowych na stanowisko to wybrany został Łukasz Smółka. Witold Kozłowski w powołanym wówczas zarządzie województwa VII kadencji objął funkcję wicemarszałka. W nowym zarządzie przejął sprawy dotyczące głównie współpracy międzynarodowej, sportu oraz edukacji. Wcześniej w tym samym miesiącu został zawieszony w prawach członka PiS, co było następstwem kilkukrotnego głosowania przez sejmik przeciwko kandydaturze Łukasza Kmity na marszałka województwa

## Odznaczenia
W 2020 prezydent RP Andrzej Duda nadał mu Krzyż Oficerski Orderu Odrodzenia Polski. W 2003 odznaczony Srebrnym Krzyżem Zasługi. W 2009 otrzymał Srebrną Odznakę „Zasłużony dla Ochrony Przeciwpożarowej”.

## Życie prywatne
Syn Henryka i Marii. Żonaty z Bogusławą, ma dzieci Jakuba i Wiktorię.